# Chemin de fer Kamina-Kindu
La ligne de chemin de fer Kamina-Kindu est une ligne de chemin de fer en République démocratique du Congo entre la gare de Kamina, dans le Katanga, et Kindu dans le Maniema. Sa longueur est de 888 km et elle est exploitée par la Société nationale des chemins de fer du Congo (SNCC). 

## Histoire
(novembre 2020).
Le tronçon de Kindu à Kongolo fut construit de 1906 à 1910 par la Compagnie du Chemin de fer du Congo Supérieur aux Grands Lacs africains. Le tronçon Kongolo – Kabalo fut inauguré en novembre 1939. 
En 1956, l’ouverture de la voie entre Kabalo et Kabongo permis de relier Kindu à Lubumbashi par le réseau du Haut-Katanga. Le tronçon Kamina - Kabalo fut inauguré la même année mais fut lui exploité par la Société de chemin de fer Léopoldville-Katanga-Dilolo qui exploitait déjà le réseau entre Sakania, Ilebo et Dilolo.